# Тальник (группа)
«Та́льник» — российская музыкальная группа. «Тальник» привлёк внимание музыкальной прессы и стал одним из самых любимых критиками российских коллективов 2010-х. Журналисты особо отмечали необычное звучание группы и её аскетичный подход к распространению музыки и рекламе: «Тальник» редко дают концерты и долгое время не выкладывали музыку на стриминговые сервисы. Выпущенный в 2017 году альбом «Музыкайф» некоторые издания называли в числе лучших русскоязычных альбомов года и десятилетия.
Группа состоит из Александра Уколова и Светланы Цепкало, родившихся в Северске и Южно-Сахалинске соответственно. Живут и работают участники группы в Москве.

## История
В марте 2014 года группа выпустила мини-альбом «Samguns». Композиция «Цвет надежды» с альбома вошла в список ста лучших песен года по версии издания «Афиша». В октябре в «Афише» в рубрике «Горизонт», посвящённой новым местным исполнителям, вышла статья о «Тальнике». Журналист Артём Макарский назвал композиции коллектива «тихими, но приковывающими внимание <…> с большим вниманием к словам и деталям» и «кроткой электроникой».
В 2016 году группа выпустила инструментальный альбом «Лох», записанный на электронной скрипке.
В 2017 году группа выпустила альбом «Музыкайф», состоящий из семи композиций. В прессе его называли самым доступным для слушателя релизом группы на тот момент, а также отмечали отход от экспериментов к более традиционному песенному формату. «Музыкайф» был положительно принят прессой. Обозреватели «Афиши Daily» поставили «Музыкайфу» оценку 9 из 10. Альбом оказался на 42 месте в списке лучших русскоязычных альбомов 2017 года по версии портала The Flow, его включило в число лучших за год издание «Сторона». На обложке альбома изображён клетчатый плед.
В 2018 году группа выпустила альбом «Коричневый блюз», который в прессе называли «деконструированным абстрактным хип-хопом». В записи принял участие рэпер Archanga. Портал «По Фактам» поставил «Коричневый блюз» на 10 место в своём списке лучших русскоязычных альбомов года.
В январе 2019 года Цепкало и Уколов организовали аудиовизуальный перфоманс «Райские вазы», в течение двух дней выступая вживую с бессловесной электроникой, «озвучивая мир ваз». Каждая композиция соответствовала одной из ваз, представленных на перфомансе. В феврале 2019 года вышел мини-альбом «Райские вазы», состоящий из этих композиций.
В марте 2019 года группа выпустила альбом «Пыль летит долго». The Village включили альбом в число лучших альбомов месяца, композиция «Корень Феникса» с него вошла в число лучших песен недели по версии Meduza. Журналист Александр Горбачёв назвал альбом «ломким экологическим попом». Редакторы «Стороны» посчитали, что «Пыль летит долго» — «первый альбом [группы], в котором текстовый нарратив не отстаёт от звукового. В альбоме больше слов, больше голосов и прямой речи». Обозреватели «По Фактам» назвали «Пыль летит долго» «В каком-то смысле <…> продолжением полюбившегося многим „Музыкайфа“» и отметил влияние постсоветской эстрадной музыки 90-х годов, поставив альбому оценку 8 из 10, а также поставили его на 2 место в списке лучших русскоязычных альбомов года.
В декабре 2019 года вышел альбом «Глория». Александр Горбачёв назвал его «потерянной и сокровенной бардовской песней, пропущенной через компьютер». Лео Ковалёв из «По Фактам» охарактеризовал его как «авант-фолк» и написал, что «возможно, „Глория“ не лучший альбом для первого знакомства с Тальником, что совершенно не отменяет его важности и величия, какими бы неброскими внешне не казалось эти тихие песни». «Глория» оказалась на 19 месте в списке лучших русскоязычных альбомов года по версии «По Фактам».
В октябре 2020 года «Тальник» выпустили альбом «Сипс». Паша Прокофьев из портала «По Фактам» охарактеризовал стиль альбома как «самобытный минималистичный чиллвейв», поставил «Сипс» оценку 10 из 10 и назвал его одним из лучших альбомов года.

## Музыкальный стиль и имидж
Критики неоднократно называли музыку группу необычной и странной. Обозреватели Meduza посчитали, что «Тальник» «делают все нарочито странно и несуразно, словно бы пытаясь предстать уделом для немногих избранных меломанов. [Но] на самом деле их аутсайдерский экспериментальный электропоп куда проще и доступнее, чем кажется». Лео Ковалёв из «По Фактам» посчитал, что «несмотря на все эксперименты с формой, Тальнику удается каким-то удивительным образом оставаться самими собой», а также что в песнях коллектива много «странностей, пустот и тревожной тишины, звенящей, словно на минном поле». Жанровую принадлежность музыки группы в прессе определяли как электроника, экспериментальный электропоп, арт-поп, авант-поп; стили отдельных релизов определяли как эмбиент, R’n’B, акустика, абстрактный хип-хоп и авант-фолк.
Критики также неоднократно называли музыку группы «русской» и отмечали сильное влияние русскоязычных музыкантов прошлого на стиль группы. Журналист Павел Прокофьев посчитал, что «за экспериментальными ландшафтами „Тальника“ скрываются самые нетривиальные и будто знакомые сердцу поп-песни». Артём Макарский посчитал, что звук группы «сочетает в себе и ностальгию по звуку начала нулевых, и современные эксперименты». Обозреватели портала «Кактутжить» охарактеризовали творчество группы как «небольшие альбомы минималистичных песен на русском, в равной степени похожих на что-то из репертуара „Песни года 99“, анемичный белый соул и современный западный арт-поп». Редакторы «Стороны» в рецензии на «Пыль летит долго» написали следующее: «интересно, как совершенно негламурная и буквально некоммерческая группа „Тальник“ <…> как бы апроприирует у Большой Земли (или у прошлого?) поп-мотивы и ритмы, напоминающие хиты с дискотек детских лагерей конца XX века».
Лео Ковалёв отметил, что «для творчества Тальника <…> крайне важна категория времени. Быстротечность и хрупкость всего и вся, ускользающая красота и искажающее свойство памяти — темы, которые всегда волновали дуэт». Артём Макарский написал, что «незатейливые песни <…> повествуют о простецких чувствах — привязанности, влюбленности и доверии».
Одной из отличительных черт коллектива критики называли аскетичный подход к распространению музыки и саморепрезентации: «Тальник» не публикуют информацию о себе в социальных сетях и редко дают концерты. Также до середины 2021 года их альбомы не были доступны на стриминговых сервисах. Из-за этой особенности группу называли «загадочной» и «скрытной». Журналист Николай Редькин написал следующее: «музыка „Тальника“ вообще предельно неамбициозна и для своих: её сложно представить звучащей даже на андеграундных фестивалях типа „Боли“ (по слухам, участники вообще отказываются выступать на любых мероприятиях, где берут плату за вход), а в паблике „ВКонтакте“ у них меньше тысячи человек». В 2015 году Редькин написал, что группа распространяет музыку «исключительно на кассетах». Редакторы «Стороны» посчитали, что «для дуэта нет понятий EP или альбома, для них не важна структура песни — просто раз в какой-то отрезок времени они публикуют на своей странице плод последних событий и вдохновений».

## Признание
«Тальник» стал одним из самых тепло принимаемых критикой русскоязычных коллективов 2010-х. Обозреватели «Кактутжить» посчитали, что «дискографию „Тальника“ через пару десятилетий будут, затаив дыхание и в один присест, слушать меломаны со всего мира», обозреватели Meduza назвали группу «потайным сокровищем молодой российской музыки».
Портал «По Фактам» включил два альбома группы в список лучших русскоязычных альбомов за 2010-е годы: «Музыкайф» оказался на 38 месте, а «Пыль летит долго» — на 23 месте. Артём Макарский включил «Музыкайф» в число главных русскоязычных альбомов десятилетия в списке для издания Lenta.Ru. Журналист Никита Величко, подводя итоги десятилетия для издания Time Out, включил «Музыкайф» в число лучших альбомов 2017 года.